# Gweru
Gweru (anciennement Gwelo) est une ville du centre du Zimbabwe et la capitale de la province de Midlands. Sa population s'élevait à 141 260 habitants en 2002 : c'était la quatrième ville du pays. 

## Géographie
Gweru est située à 225 km au sud-ouest d'Harare.

## Histoire
Gweru fut fondée en 1894 par le docteur Leander Starr Jameson. Baptisé alors Gwelo, elle devint une municipalité en 1914, puis l'une des villes les plus prospères de Rhodésie du Sud. Son nom fut modifié en Gweru en 1982, après l'indépendance de l'ancienne Rhodésie en 1980. 
L'ancien premier ministre de Rhodésie, Ian Smith, fut scolarisé notamment au Chaplin High School de Gwelo.
Ville ségréguée à l'époque coloniale, son plus important quartier noir était le township de Mkoba. La ville se divise aujourd'hui en quartiers populaires densément peuplés comme Mtapa, Senga, Mambo, en quartiers pour classe moyenne (autrefois blancs ou métis) comme Southdowns, Northlea, Lundi Park, Riverside et quartiers aisés (blancs également) comme Harben park, St Annes drive, Kopje, Brackenhurst et Windsor Park.

## Enseignement supérieur
Un campus de la Midlands State University a été fondée en 2000.

## Lieux de culte
Parmi les lieux de culte, il y a principalement des églises et des temples chrétiens : Assemblées de Dieu, Baptist Convention of Zimbabwe (Alliance baptiste mondiale), Reformed Church in Zimbabwe, Church of the Province of Central Africa (Communion anglicane), Archidiocèse de Bulawayo (Église catholique).

## Patrimoine

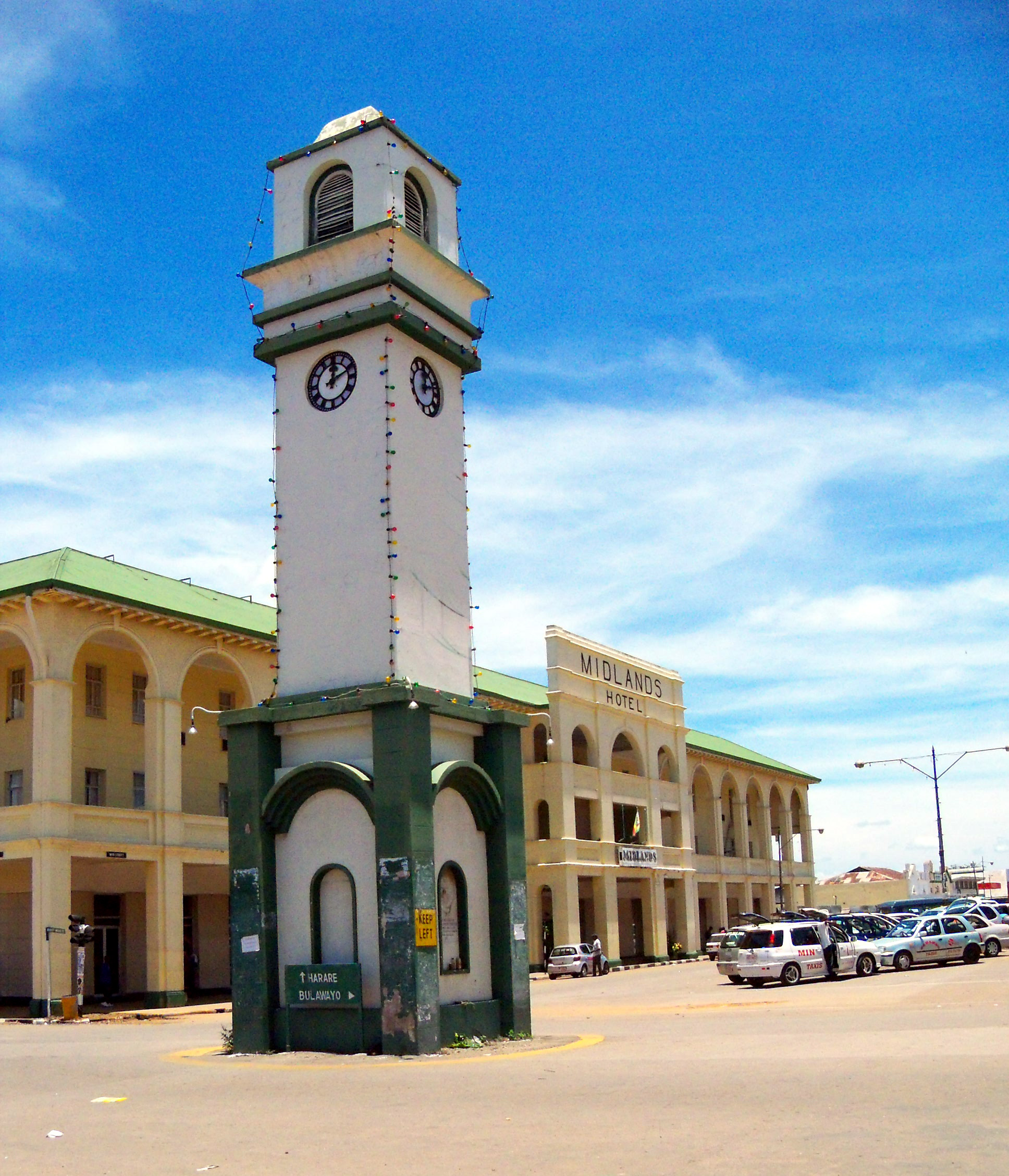
Le Boggie Clock et le Midlands Hotel

La ville possède de nombreux bâtiments de style colonial dont quelques hôtels historiques comme le Midlands Hotel (1927) et le Chitukuko hotel (ancien Cecil Hotel). 
Située à l'intersection de Main Street et de Robert Mugabe Way, la tour de l'Horloge Boggie, ou Boggie Clock, a été érigée en 1937 par Jeannie Boggie pour rendre hommage à son mari, le major William James Boggie et aux premiers pionniers rhodésiens.

## Transports
Gweru est une gare ferroviaire importante au Zimbabwe, car elle traverse le Chemin de fer Beira-Bulawayo, ce qui lui permet de se connecter aux villes de Bulawayo (ouest) et de Harare (est). À Gweru, il y a l'importante branche ferroviaire de Gweru-Masvingo, qui relie les villes du même nom.